# Буюклиева, Петя
Петя Костадинова Буюклиева-Никифорова (болг. Петя Костадинова Буюклиева-Никифорова, родилась 24 июня 1959 года в Асеновграде) — болгарская певица.

## Биография
Музыкой занимается с 4 лет. Окончила музыкальное училище в Пловдиве по классу фортепиано и Софийскую музыкальную академию (отделение эстрадного и джазового вокала). Одна из первых джазовых певиц Болгарии. С 1981 года — солистка оркестра «София», биг-бенда БНР и группы «Динамит». Для Пети писали песни такие композиторы, как Зорница Попова, Тончо Русев, Борис Чакыров, Найден Андреев и многие другие. Исполняет песни в стилях джаз, поп, рок и народную музыку. Четырежды лауреат престижной премии «Гран-При» и более чем 25 международных премий:
- Гран-При фестиваля «Золотой Орфей» (1986 год)
- Специальная награда конкурса «Братиславская лира»
- Гран-При фестиваля «Серебряная раковина» (Куба) и приз кубинской прессы «Золотой диск»
- Гран-При фестиваля «Макфест» (Республика Македония)
- 2-я премия конкурса в Памуккале (Турция)
- Золотая медаль чемпионата мира по исполнительским искусствам (1998, Лос-Анджелес; завоёвана вместе с Красимиром Аврамовым)[1]

Российским и советским любителям музыки Петя Буюклиева известна как исполнительница песни «Помолись, дружок…» на стихотворение Марины Цветаевой «Бессонница». Пластинки с песнями Пети выходили в СССР как приложение к журналу «Кругозор». А в 2006 году она вошла в жюри международного конкурса «Славянский базар в Витебске».
В 2009 году Петя выступала как бэк-вокалистка Красимира Аврамова на конкурсе песни Евровидение-2009 в Москве.
Замужем за Тони Георгиевым, есть сын Тони-младший. За свою жизнь Петя перенесла два аборта и даже паралич лицевого нерва, что не поставило всё же крест на её карьере певицы.